# 阿德萊·史蒂文森三世
阿德莱·尤因·史蒂文森三世（英語：Adlai Ewing Stevenson III，1930年10月10日—2021年9月6日）是曾是律师、政治家和民主党人。史蒂文森三世于1970年至1981年担任美国参议院议员，并在伊利诺伊州担任过众议院议员和伊利诺伊州财政部长。史蒂文森家族的成员都曾在美国政治中具有显著影响。
虽然他在1982年和1986年两次竞选伊利诺伊州州长，但都未能成功当选。在政治生涯以外，史蒂文森三世曾被授予日本金星和银星圣物章，并且是中国人民大学的名誉教授。

## 早年生涯
阿德莱·史蒂文森三世出生于1930年10月10日芝加哥，母亲为艾伦·史蒂文森，父亲为两届民主党总统候选人阿德莱·史蒂文森二世。史蒂文森三世先后就读于马萨诸塞州的米尔顿学院、英国哈罗公学，最终进入哈佛大学深造，并于1957年从哈佛法学院获得法学学位。
在学术和法律事业开始之前，史蒂文森三世在1952年应征加入美国海军陆战队，服役期间担任中尉，并在朝鲜战争期间参与战斗。1954年，他退役后继续在海军陆战队预备役服役，并于1961年以上尉身份退役。
1957年，史蒂文森三世回到伊利诺伊州，并开始担任伊利诺伊州最高法院法官的书记员，直到1958年加入布朗和普拉特律师事务所，开始了他的法律职业生涯。

## 个人生活

### 家庭
史蒂文森的曾祖父阿德莱·E·史蒂文森一世曾在格罗弗·克利夫兰第二任期内担任美国副总统（1893年到1897年）。他的祖父刘易斯·史蒂文森曾任伊利诺伊州州务卿（1914年到1917年）。他的父亲阿德莱·史蒂文森二世曾任伊利诺伊州州长、驻联合国大使，并两度获得民主党总统候选人提名。演员麦克莱恩·史蒂文森是他的堂兄。
1953年，史蒂文森在诺克斯堡接受坦克训练，为随后被派往日本和韩国做准备时，遇到了他未来的妻子南希·安德森。1955年，两人在南希位于路易斯维尔郊外的家中结婚。他们育有四个孩子。史蒂文森的儿子阿德莱·史蒂文森四世是一位企业高管，曾是记者。尽管阿德莱四世曾表示想成为“最后的阿德莱”，但他的儿子阿德莱·尤因·史蒂文森五世却于1994年夏天出生。

## 政治生涯

### 伊利诺伊州众议院
阿德莱·史蒂文森三世的政治生涯开始于1964年，当年他在伊利诺伊州众议院选举中当选为众议院议员。由于该州未进行重新划分选区，选举采用了不分区选举的方式。史蒂文森在选举中表现出色，并获得了2,417,978票，成为所有候选人中得票最多的，领先第二名候选人7,613票。

### 伊利诺伊州财政部长
1966年，史蒂文森当选为伊利诺伊州财政部长。在担任此职务期间，使得州财政收益翻了两番。同时，他还成功削减了预算，进一步增强了财政的稳健性。

## 美国参议院期间

### 选举历史

#### 1970年
1969年，美国参议员埃弗里特·德克森去世后，阿德莱·史蒂文森三世决定竞选其参议员席位。史蒂文森的对手是前州众议员拉尔夫·T·史密斯，后者由时任伊利诺伊州州长理查德·B·奥格尔维任命。在1970年的特别选举中，史蒂文森以压倒性的优势获胜，获得了2,065,054票（57%），击败了史密斯的1,519,718票（42%），成功填补了德克森未满的参议员任期。这个胜利使史蒂文森开始在美国参议院展开长达11年的职业生涯，成为伊利诺伊州的代表之一。

#### 1974年
1974年，史蒂文森竞选连任，在大选中与共和党人乔治·伯迪特对决，他以1,811,496票（62%）对1,084,884票（37%）击败伯迪特。

### 委员会任务
史蒂文森曾在参议院担任多个委员会职务，包括商务委员会、银行委员会以及情报委员会。他是美国参议院伦理特别委员会的首任主席，负责执行他参与起草的伦理准则。

## 任期期间事件

### 越南战争
史蒂文森反对越南战争。他在1968年芝加哥民主党全国代表大会上谴责了民主党总统林登·约翰逊的印度支那政策以及警察的暴力执法，并再次抨击共和党总统理理查德·尼克松对越南战争的立场。他还提出立法，要求在1975年6月30日之前停止对南越的一切援助。

### 水门事件
水门事件期间史蒂文森对共和党总统理查德·尼克松提出了严厉批评。他呼吁尼克松为国家领导人的正直负责。“我们所有人，共和党人和民主党人，都希望洗清罪名，”

### 法律成就
史蒂文森起草了1978年《国际银行法》、1980年《史蒂文森-怀德勒技术创新法》以及其配套法案《拜杜法案》。史蒂文森作为情报收集和制作小组委员会主席，他首次在国会对恐怖主义进行深入研究，最终促成了1971年《综合反恐法》的出台。他对“大规模破坏行为”发出警告，并提出一项修正案，建议将对以色列的援助减少2亿美元，该修正案最终获得了七票支持。

## 史蒂文森对以色列的看法
史蒂文森是以色列的坚定支持者，但他对美国以色列公共事务委员会（AIPAC）在美国政治中的影响持批评态度。他与以色列游说团体在中东问题上存在尖锐分歧，尤其是在1979年投票决定削减对以色列10%的军事援助时，以及在1978年支持向沙特阿拉伯出售武器的问题上。此外，AIPAC还批评了他与巴解组织领导人亚西尔·阿拉法特的会晤。

1980 年，史蒂文森在给犹太领袖海曼·布克宾德的一封信中写道：
我谴责的是以美国以色列公共事务委员会 (AIPAC) 为首的以色列游说团体。它不能代表所有犹太人，包括以色列犹太人。然而，它却对软弱的政府官员施加了过度的影响力。我对他们屈从于外国政府的反复无常的行为深感痛惜。

## 1976年总统选举

### 总统竞选
史蒂文森在1976年竞选总统时，受到了芝加哥市长理查德·J·戴利的鼓励。尽管戴利对史蒂文森的自由主义改革持批评态度，但他也承认史蒂文森是一位能够吸引选票的候选人。

#### 副总统候选人
尽管如此，佐治亚州前州长吉米·卡特在1976年纽约市民主党全国代表大会之前就锁定了民主党总统候选人提名。史蒂文森是大会上副总统候选人之一，不过卡特最终选择了来自明尼苏达州的美国参议员沃尔特·蒙代尔。

## 州长竞选

### 州长竞选
史蒂文森于1982年和1986年竞选伊利诺伊州州长，但两次都败给了詹姆斯·R·汤普森。

#### 1982
在1982年的竞选中，史蒂文森抱怨汤普森试图将他描绘成一个无能的精英主义者，他有句名言：“他说‘我硬汉’，好像在暗示我是个懦夫。”初步计票结果显示史蒂文森获胜；然而，最终的官方计票结果显示他以0.14%的差距落败。史蒂文森立即向伊利诺伊州最高法院申请重新计票，并提供了选举普遍存在违规行为的证据，包括用于统计选票的穿孔卡系统失效的证据。州长就职典礼三天前，法院以4比3的裁决驳回了重新计票的请求，声称伊利诺伊州的重新计票法规违宪。

#### 1986
在1986年全州民主党初选中，民主党选民提名了林登·拉鲁什的盟友担任副州长和国务卿。史蒂文森反对他们的政纲，拒绝出现在同一张候选人名单上。相反，他组织了伊利诺伊州团结党，为州长、副州长和国务卿提供替代候选人名单，该名单得到了伊利诺伊州民主党的支持。说服民主党人投票给大多数民主党候选人以及团结党的州长、副州长和国务卿候选人是一项非常规策略；然而，史蒂文森和副州长候选人迈克·豪利特最终赢得了40%的选票。

## 事业

### 商业和文化关系
离开参议院后，史蒂文森积极参与与东亚的商业和文化关系。他曾担任SC&M投资管理公司董事长，以及华美投资公司（第一家华裔投资银行）联席董事长。这些角色使他能够在促进东西方文化交流和商业合作方面发挥重要作用。

### 非营利组织
史蒂文森还在多个非营利组织中担任重要职务。他曾担任芝加哥日美协会、美国中西部美日协会和美国中西部美中协会的主席，以及太平洋经济合作理事会（PECC）美国委员会主席。他还是PECC金融市场发展项目的联合主席、美韩智者理事会成员，以及韩国国际经济政策研究所的董事。此外，史蒂文森还担任国际阿德莱·史蒂文森民主中心的主席，该中心设在他位于伊利诺伊州利伯蒂维尔附近的家族宅邸，该宅邸已成为国家历史地标。他还是“第一问题”改革者核心小组的成员。

### 联合国邮政管理局的一份提案
2012年12月8日，82岁的史蒂文森批准了联合国议会大会（UNPA）的提案，他成为仅有的六位在美国国会任职期间支持此提案的人之一。这一提案旨在推动全球范围内的邮政改革，并加强联合国邮政管理局的作用，以促进国际邮政系统的改进和现代化。

### 逝世
史蒂文森于2021年9月6日因路易体痴呆症并发症在芝加哥去世，年终90岁。

## 文学作品
史蒂文森撰写了《黑皮书》，从政治角度记录了他家族五代人对美国历史和文化的理解。

## 奖项
阿德萊·史蒂文森三世曾获日本政府颁发的圣物勋章，带有金星和银星。他也是中国人民大学名誉教授和伊利诺伊州林肯学院获奖者。1981年，伊利诺伊州州长授予阿德萊林肯勋章。